# 杰西卡·琼斯 (电视剧)
《漫威杰西卡·琼斯》（英語：Marvel's Jessica Jones），簡稱《潔西卡·瓊斯》（Jessica Jones），是一部於2015年11月20日在Netflix開播的美国網路劇。本剧設定在漫威电影宇宙中，为同系列电视剧的第二部，并引出一部融合眾角色的迷你剧《捍衛者聯盟》。由漫威电视、ABC工作室和高女孩製作公司共同制作。
克莱斯汀·瑞特扮演开办侦探社的前超级英雄潔西卡·琼斯，並和大卫·田纳特、麥克·寇特、凱莉-安·摩絲、瑞秋·泰勒、珍娜·麥提爾、威爾·崔佛、艾琳·莫里亞蒂、艾卡·達維爾、J·R·拉米雷茲、泰瑞·陳與莉亞·吉布森共同主演。该系列最初在2010年由罗森堡为美国广播公司开发，2013年底，罗森堡重新设计并为Netflix开发。首季从2015年2月到8月下旬在纽约進行拍摄。
第2季特別安排於2018年的國際婦女節（3月8日）上線，並在2018年4月12日獲Netflix第3季續訂。2019年2月18日，Netflix宣布第三季為最終季，並在同年6月14日上線。

## 劇情

### 第一季
潔西卡試圖重建她的生活，在紐約市成立私家偵探工作室處理案件。雖然身為超能力者，但她並不想成為一名英雄。一個失蹤少女的案件，讓潔西卡發現過去困擾她的迷戀者科格夫依然持續騷擾著她的生活。好友小翠及盧克·凱奇的幫助下潔西卡打敗科格夫。

### 第二季
米蘭圓環事件的結束，潔西卡回歸到一般人的生活。而隨著帕翠莎·“小翠”·沃克的調查讓潔西卡的過去慢慢浮出台面。過去IGH組織的實驗讓潔西卡成為超能力者，而隨著週遭開始持續出現受害者的意外，也讓潔西卡不得不面對。隨著調查發現，原來潔西卡的媽媽依然存在，而且與IGH組織有重大的關連。

### 第三季
隨著Trish的IGH實驗成效慢慢顯現，潔西卡必須與Trish重新建立的新的關係。神秘殺手的出現傷害潔西卡及桃樂絲，潔西卡將同時制服神秘殺手及處理Trish失控。
當Trish的狀況開始嚴重時，潔西卡不斷幫忙姐妹掩飾其行為直到無法控制。

## 角色
| 角色                                       | 演員            | 登場季數        | 登場季數        | 登場季數        |
| 角色                                       | 演員            | 1               | 2               | 3               |
| ------------------------------------------ | --------------- | --------------- | --------------- | --------------- |
| 潔西卡·瓊斯 Jessica Jones                  | 克萊斯汀·瑞特   | 主演            | 主演            | 主演            |
| 盧克·凱奇 Luke Cage                        | 麥克·寇特       | 主演            | Does not appear | 客串            |
| 帕翠莎·“小翠”·沃克 Patricia "Trish" Walker | 瑞秋·泰勒       | 主演            | 主演            | 主演            |
| 威爾·辛普森 Will Simpson                   | 威爾·崔佛       | 主演            | 客串            | Does not appear |
| 霍普·許洛特曼 Hope Shlottman               | 艾琳·莫里亞蒂   | 主演            | Does not appear | Does not appear |
| 麥爾肯·杜卡斯 Malcolm Ducasse              | 艾卡·達維爾     | 主演            | 主演            | 主演            |
| 潔瑞·霍格斯 Jeri Hogarth                   | 凱莉-安·摩絲    | 主演            | 主演            | 主演            |
| 科格夫 Kilgrave                            | 大衛·田納特     | 主演            | 客串            | 客串            |
| 奧斯卡·阿羅丘 Oscar Arocho                 | J·R·拉米雷茲    | Does not appear | 主演            | 客串            |
| 普萊斯·鄭 Pryce Cheng                      | 泰瑞·陳         | Does not appear | 主演            | Does not appear |
| 伊娜·葛林 Inez Green                       | 莉亞·吉布森     | Does not appear | 主演            | Does not appear |
| 愛麗莎·瓊斯 Alisa Jones                    | 珍娜·麥提爾     | Does not appear | 主演            | Does not appear |
| 愛利克·蓋爾登 Erik Gelden                  | 班傑明·沃克     | Does not appear | Does not appear | 主演            |
| 凱思·里昂 Kith Lyonne                      | 莎莉塔・喬杜芮  | Does not appear | Does not appear | 主演            |
| 格雷戈里·塞林格 Gregory Salinger           | 傑瑞米·鮑勃     | Does not appear | Does not appear | 主演            |
| 扎亞·奧昆喬 Zaya Okonjo                    | 蒂芙尼·馬克     | Does not appear | Does not appear | 主演            |
| 溫蒂·羅斯-霍格斯 Wendy Ross-Hogarth        | 蘿蘋·維格特     | 常設            | Does not appear | Does not appear |
| 桃樂西·沃克 Dorothy Walker                 | 瑞貝卡·德·莫妮  | 客串            | 常設            | 常設            |
| 艾迪·科斯塔 Eddy Costa                     | 約翰·文堤米利亞 | Does not appear | 常設            | 常設            |
| 史蒂芬·班諾威茲 Steven Benowitz            | 莫里·金斯伯格   | Does not appear | 常設            | 客串            |
| 維多·阿羅喬 Vido Arocho                    | 凱文·查孔       | Does not appear | 常設            | 客串            |
| 佛吉·尼爾森 Foggy Nelson                   | 艾爾登·亨森     | Does not appear | 客串            | Does not appear |

### 主要人物
- 克萊斯汀·瑞特 飾演 潔西卡·康柏·瓊斯（Jessica Campbell Jones）

一位擁有超人類力量、跳躍力的前任超級英雄，少女時期失去家人後，患上嚴重的心理創傷症，成年後獨自開了一家「假名偵探社」做起了私家偵探，專門挖掘外遇、緋聞現象。曾遭到科格夫的操縱，那是她無法捨棄與忘懷的黑暗史。
- 麥克·寇特 飾演 盧克·凱奇（Luke Cage）

一位擁有無堅不摧、金剛不壞之身的男子，妻子身亡後在酒吧工作，在潔西卡調查案子時和她偶然認識，後來就成為了她的盟友兼情人。
- 瑞秋·泰勒 飾演 帕翠莎·“小翠”·沃克（Patricia "Trish" Walker）「地獄貓」

與潔西卡一同長大的親密摯友，前身為模特兒兼知名童星派兒·沃克（Patsy Walker），現為電台主持人。
- 威爾·崔佛 飾演 威爾·辛普森（英语：Nuke (Marvel Comics)）

紐約警察中士，對於工作十分看重，但精神十分不穩定，遭受科格夫控制但脫離掌控後與小翠相戀。
- 艾琳·莫里亞蒂 飾演 霍普·許洛特曼（Hope Shlottman）

紐約大學學生，也是一個短跑健將，因為被科格夫控制而殺害親生父母，並因此遭到判刑而變成潔西卡的重要客戶，也是潔西卡想極力搶救的女孩。
- 艾卡·達維爾 飾演 麥爾肯·杜卡斯（英语：Malcolm Powder）（Malcolm Ducasse）

潔西卡的鄰居，吸毒的癮君子，一度受到科格夫控制，導致他的人生軌道和潔西卡糾纏在一起。戒除毒瘾后在第二季中成为杰西卡的侦探事务所的助手及合伙人。
- 凱莉-安·摩絲 飾演 潔莉·霍格斯（英语：Jeryn Hogarth）

紐約有名氣的律師，是個女同性戀者，潔西卡的最強盟友之一，也為了解決訴訟問題而雇用潔西卡調查，是個冷血的女強人。
- 大衛·田納特 飾演 科格夫（Kilgrave）「紫人」

唯一讓潔西卡為之恐懼的神秘紫色西裝男子，本名凱文·湯普森，擁有通過說話來操縱人體大腦的強大能力。對潔西卡十分著迷，想盡辦法想對她施加痛苦，但目的僅僅只是為了讓她“愛上”自己。
- J·R·拉米雷茲（英语：J. R. Ramirez） 飾演 奧斯卡·阿羅丘（Oscar Arocho）

潔西卡事務所公寓的新公寓管理人，有前科的單親爸爸，和妻子爭奪兒子的撫養權。即使他對潔西卡這種異能者沒好感，後來開始跟潔西卡產生微妙情愫。
- 泰瑞·陳 飾演 普萊斯·鄭（Pryce Cheng）

鄭氏顧問公司老闆，前海軍陸戰隊上校，為人比較狂妄蠻橫，人脈和勢力均廣闊，是潔西卡生意上的競爭對手。
- 莉亞·吉布森（英语：Leah Gibson） 飾演 伊娜·葛林（Inez Green）

一名機警的護理師，曾經是潔西卡灌輸身體超能力的IGH實驗室護士，如今恐懼幕後黑手的勢力而選擇一路逃亡成為遊民。
- 珍娜·麥提爾 飾演 阿莉莎·瓊斯（Alisa Jones）

前姓康柏（Campbell），潔西卡的親生母親，與家人遭逢車禍，唯獨她和女兒潔西卡成為實驗對象，因此獲得和潔西卡相似的超能力。
- 班傑明·沃克 飾演 Erik Gelden（英语：Mind-Wave）

一個可以感知別人的邪惡的嚴重性的超能者;基於漫畫人物心智波動。他利用自己的能力勒索各種人，包括Gregory Salinger。喜歡Jessica，他也在試圖幫助他的妹妹Breanna。
- 莎莉塔・喬杜芮 飾演 Kith Lyonne

Jeri的舊情人。
- 傑瑞米·鮑勃 飾演 Gregory Salinger（英语：Foolkiller）

一個無情，超高智商的連環殺手，以Jessica Jones為目標，將她視為“欺詐”，因為他認為“超能力”是一種作弊的行為，而不是通過努力得到的東西。
- Tiffany Mack 飾演 Zaya

Jeri法律事務所的助手。也是馬爾科姆的女友。

### 常設人物
- 卡倫·基斯·雷尼 飾演 卡爾·瑪勒斯（Karl Malus）

IGH實驗室博士，對許多孤苦無依的人進行實驗。
- 蘿蘋·維格特（英语：Robin Weigert） 飾演 溫蒂·羅斯-霍格斯（Wendy Ross-Hogarth）

潔瑞的現任妻子，為一名醫師，不滿潔瑞的背叛而不願讓潔瑞如願。
- 瑞貝卡·德·莫妮 飾演 桃樂西·沃克（Dorothy Walker）

小翠的母親，演藝經紀人，有暴力情緒，是個只顧利益的不稱職母親。
- 哈爾·奧茲山（英语：Hal Ozsan） 飾演 葛里芬·辛克萊（Griffin Sinclair）

《嵌新聞》節目主播，小翠的交往對象。
- 約翰·文堤米利亞（英语：John Ventimiglia） 飾演 艾迪·科斯塔（Eddy Costa）

警探，桑戴的搭檔。
- 蘇西·艾布羅米特（Susie Abromeit） 飾演 小潘（Pam）

潔瑞的秘書，與潔瑞外遇，後為救潔瑞而不小心害死溫蒂，並在事後看清潔瑞的冷血。
- 蔻碧·米納菲 飾演 蘿蘋（Robyn）

魯本的雙胞胎姐姐，患有精神疾病，對魯本極有控制慾，同時也對潔西卡充滿敵意。
- 麗莎·塔普斯（Lisa Tharps） 飾演 魯斯·桑戴（Ruth Sunday）

警探，科斯塔的搭檔。
- 莫里·金斯堡（英语：Maury Ginsberg） 飾演 史蒂芬·班諾威茲（Steven Benowitz）

霍格斯、周與班諾威茲律師事務所合夥人，為一名深櫃。
- 安潔兒·德塞（英语：Angel Desai） 飾演 琳達·周（Linda Chao）

霍格斯、周與班諾威茲律師事務所合夥人。
- 伊甸·梅利秀（Eden Marryshow） 飾演 夏恩·萊貝克（Shane Ryback）

伊娜的舊識，聲稱擁有治癒她人的能力。
- 基藍·莫凱爾（Kieran Mulcare） 飾演 魯本（Ruben）

潔西卡的鄰居，蘿蘋的雙胞胎弟弟，因喜歡潔西卡而被科格夫殺害。

### 客串人物
- 艾爾登·亨森（英语：Elden Henson） 飾 佛吉·尼爾森（Foggy Nelson）

夜魔俠的好朋友，也是潔瑞的律师合伙人。

## 集數

### 第一季
| 總集數 | 集數 （季） | 標題                      | 導演              | 編劇                                                                | 上線日期       |
| ------ | ----------- | ------------------------- | ----------------- | ------------------------------------------------------------------- | -------------- |
| 1      | 1           | AKA Ladies Night          | S·J·克拉克森      | 梅麗莎·羅森堡                                                       | 2015年11月20日 |
| 2      | 2           | AKA Crush Syndrome        | S·J·克拉克森      | 麥卡·雀拉夫特                                                       | 2015年11月20日 |
| 3      | 3           | AKA It's Called Whiskey   | 大衛·皮翠爾卡     | 故事：莉茲·弗里德曼 劇本：莉茲·弗里德曼 ＆ 史考特·雷諾斯            | 2015年11月20日 |
| 4      | 4           | AKA 99 Friends            | 大衛·皮翠爾卡     | 小希利·希克斯                                                       | 2015年11月20日 |
| 5      | 5           | AKA The Sandwich Saved Me | 史蒂芬·蘇吉克     | 達娜·巴瑞塔                                                         | 2015年11月20日 |
| 6      | 6           | AKA You're a Winner!      | 史蒂芬·蘇爾吉     | 愛德華·瑞寇爾特                                                     | 2015年11月20日 |
| 7      | 7           | AKA Top Shelf Perverts    | 西蒙·賽倫·瓊斯    | 珍娜·瑞貝可 ＆ 麥卡·雀拉夫特                                        | 2015年11月20日 |
| 8      | 8           | AKA WWJD?                 | 西蒙·賽倫·瓊斯    | 史考特·雷諾斯                                                       | 2015年11月20日 |
| 9      | 9           | AKA Sin Bin               | 約翰·達爾         | 潔米·金 ＆ 達娜·巴瑞塔                                              | 2015年11月20日 |
| 10     | 10          | AKA 1,000 Cuts            | 蘿絲瑪麗·羅德里奎 | 達娜·巴瑞塔 ＆ 麥卡·雀拉夫特                                        | 2015年11月20日 |
| 11     | 11          | AKA I've Got the Blues    | 烏妲·布利斯維茲   | 史考特·雷諾斯 ＆ 莉茲·弗里德曼                                      | 2015年11月20日 |
| 12     | 12          | AKA Take a Bloody Number  | 比利·吉爾哈特     | 小希利·希克斯                                                       | 2015年11月20日 |
| 13     | 13          | AKA Smile                 | 邁克爾·萊默       | 故事：潔米·金 ＆ 史考特·雷諾斯 劇本：史考特·雷諾斯 ＆ 梅麗莎·羅森堡 | 2015年11月20日 |

### 第二季
| 總集數 | 集數 （季） | 標題                                         | 導演              | 編劇                                    | 上線日期     |
| ------ | ----------- | -------------------------------------------- | ----------------- | --------------------------------------- | ------------ |
| 14     | 1           | AKA Start at the Beginning                   | 安娜·佛斯特       | 梅麗莎·羅森堡                           | 2018年3月8日 |
| 15     | 2           | AKA Freak Accident                           | 敏琪·史皮洛       | 艾達·瑪夏卡·克羅                        | 2018年3月8日 |
| 16     | 3           | AKA Sole Survivor                            | 梅爾西·阿爾馬斯   | 麗莎·藍道夫                             | 2018年3月8日 |
| 17     | 4           | AKA God Help the Hobo                        | 黛博拉·周         | 傑克·肯尼                               | 2018年3月8日 |
| 18     | 5           | AKA The Octopus                              | 米莉森·薛爾頓     | 潔米·金                                 | 2018年3月8日 |
| 19     | 6           | AKA Facetime                                 | 潔特·威爾金森     | 萊兒·塔克                               | 2018年3月8日 |
| 20     | 7           | AKA I Want Your Cray Cray                    | 珍妮佛·蓋辛格     | 小希利·希克斯                           | 2018年3月8日 |
| 21     | 8           | AKA Ain't We Got Fun                         | 姿娜·富恩特斯     | 蓋布·方西卡                             | 2018年3月8日 |
| 22     | 9           | AKA Shark in the Bathtub, Monster in the Bed | 蘿絲瑪麗·羅德里奎 | 珍妮·克萊因                             | 2018年3月8日 |
| 23     | 10          | AKA Pork Chop                                | 妮莎·哈迪曼       | 艾達·瑪夏卡·克羅                        | 2018年3月8日 |
| 24     | 11          | AKA Three Lives and Counting                 | 珍妮佛·林區       | 傑克·肯尼 ＆ 麗莎·藍道夫                | 2018年3月8日 |
| 25     | 12          | AKA Pray For My Patsy                        | 莉茲·弗里德蘭德   | 萊兒·塔克 ＆ 小希利·希克斯              | 2018年3月8日 |
| 26     | 13          | AKA Playland                                 | 烏妲·布利斯維茲   | 故事 ：傑西·哈里斯 劇本 ：梅麗莎·羅森堡 | 2018年3月8日 |

### 第三季
| 總集數 | 集數 （季） | 標題                                  | 導演               | 編劇                                                                                  | 上線日期      |
| ------ | ----------- | ------------------------------------- | ------------------ | ------------------------------------------------------------------------------------- | ------------- |
| 27     | 1           | A.K.A The Perfect Burger              | Michael Lehmann    | Melissa Rosenberg                                                                     | 2019年6月14日 |
| 28     | 2           | A.K.A You're Welcome                  | Krysten Ritter     | Hilly Hicks, Jr.                                                                      | 2019年6月14日 |
| 29     | 3           | A.K.A I Have No Spleen                | Anton Cropper      | Lisa Randolph                                                                         | 2019年6月14日 |
| 30     | 4           | A.K.A Customer Service is Standing By | Liesl Tommy        | Jamie King                                                                            | 2019年6月14日 |
| 31     | 5           | A.K.A I Wish                          | Mairzee Almas      | J. Holtham                                                                            | 2019年6月14日 |
| 32     | 6           | A.K.A Sorry Face                      | Tim Iacofano       | Jesse Harris                                                                          | 2019年6月14日 |
| 33     | 7           | A.K.A The Double Half-Wappinger       | Larry Teng         | Nancy Won                                                                             | 2019年6月14日 |
| 34     | 8           | A.K.A Camera Friendly                 | Stephen Surjik     | Scott Reynolds                                                                        | 2019年6月14日 |
| 35     | 9           | A.K.A I Did Something Today           | Jennifer Getzinger | Lisa Randolph                                                                         | 2019年6月14日 |
| 36     | 10          | A.K.A Hero Pants                      | Sanford Bookstaver | Hilly Hicks, Jr. & Jamie King                                                         | 2019年6月14日 |
| 37     | 11          | A.K.A Hellcat                         | Jennifer Getzinger | Jane Espenson                                                                         | 2019年6月14日 |
| 38     | 12          | A.K.A A Lotta Worms                   | Sarah Boyd         | Scott Reynolds                                                                        | 2019年6月14日 |
| 39     | 13          | A.K.A Everything                      | Neasa Hardiman     | 劇本創作 ：Melissa Rosenberg & Nancy Won 故事構思 ：Melissa Rosenberg & Lisa Randolph | 2019年6月14日 |

## 製作

### 開發
2010年12月17日，宣布《暮光之城》系列電影編劇梅麗莎·羅森堡將改編漫威漫畫的前衛女性角色，為ABC開發2011年的秋季新劇《又名潔西卡·瓊斯》（AKA Jessica Jones），並擔任編劇身兼執行製作。內部人士透露羅森堡是被潔西卡·瓊斯不同於電視網多數的女主角－具有很深的缺陷卻又帶點幽默感的特性所吸引，而漫威電視高層傑夫·洛布、漫威娛樂首席創意長喬·昆薩達、漫威國際艾倫·凡恩以及3藝術娛樂的霍華德·克萊因均將與羅森堡共同擔任執行製作，並由ABC工作室、漫威漫畫以及羅森堡的工作室高女孩製作公司（Tall Girls Prods.）共同製作。ABC時任主席保羅·李在2011年多次對開發本劇表達樂觀的態度，但在2012年5月15日時，證實因電視網另有規劃，故劇集的製作將不會繼續進行。
2013年11月7日，華特迪士尼公司與Netflix宣布合作開發多部漫威電視真人原創影集，以潔西卡·瓊斯在內的四位漫威著名角色夜魔俠、盧克·凱奇與鐵拳俠為主角，至少製作四部13集的真人影集，以及一部結合眾角色的迷你劇集《捍衛者聯盟》，而潔西卡·瓊斯的個人影集將會安排在《夜魔俠》之後，做為第二部上線的作品。11月12日，據傳羅森堡將主導Netflix全新版本的潔西卡·瓊斯影集，並繼續擔任編劇與執行製作。《福爾摩斯與華生》莉茲·弗里德曼將加入執行製作陣容，而首兩集則由S·J·克拉克森執導。
2016年1月17日，Netflix宣布續訂第2季13集。3月31日，正製作ABC影集《定罪》試播集的弗里德曼因故退出劇組，故宣布由萊兒·塔克替補其職位，加入第2季執行製作陣容，擔任首級作家。2018年4月12日，Netflix宣布續訂第3季。

### 選角
2014年11月19日，透露克萊斯汀·瑞特、亞歷珊卓·妲妲里奧、泰瑞莎·帕瑪、潔西卡·德·古維與瑪琳·愛爾蘭均為潔西卡·瓊斯一角試鏡，而蘭斯·格羅斯、麥克·寇特與克里歐·安東尼則為預計在本劇登場6至7集的盧克·凱奇進行試鏡。12月4日，瑞特正式從五位女星中出線扛下大樑，而在和她與帕瑪的合作中，均有產生化學反應的寇特，則在12月22日正式獲選擔綱盧克·凱奇一角。瑞特於2014年10月便參加了角色試鏡，直到12月3日才收到選角通過的消息。羅森堡表示自己當初在為ABC開發劇集時，對於主演喜劇的瑞特在《絕命毒師》中的黑暗演出感到印象深刻，並自此認定她為女主角人選，對於寇克，她則認為其體現了盧克·凱奇的氣勢、優勢與深度。
2015年1月26日，宣布英國演員大衛·田納特加入演員陣容，飾演來自潔西卡過去的神秘反派人物科格夫。1月29日，宣布瑞秋·泰勒將飾演潔西卡的親密摯友帕翠莎·“小翠”·沃克。2月2日，宣布凱莉-安·摩絲演出陣容，飾演潔西卡強大盟友的嚴肅女子。2月19日，宣布艾卡·達維爾、艾琳·莫里亞蒂與威爾·崔佛加入劇組，分別飾演潔西卡的鄰居麥爾肯、艾利亞斯偵探社客戶霍普與一名重視「保護與服務」的紐約警署警察。
2017年4月6日，宣布奧斯卡金像獎提名人珍娜·麥提爾加入第2季演出陣容，飾演一名對潔西卡的生活產生巨大影響的神秘角色。7月12日，宣布莉亞·吉布森加入第2季主演陣容，飾演一名機警的護理師英格麗（後更名為伊娜）。7月31日，宣布J·R·拉米雷茲加入第2季，飾演潔西卡居住之的大樓的公寓管理人，同時為一名單親爸爸的奧斯卡。8月14日，透露於第1季擔任主演的田納特，將以原角色科格夫客串第2季。

## 評價
《潔西卡·瓊斯》獲得了廣大的好評。於爛番茄整合的評論中，第1季獲得了92%的新鮮度、8.16/10分（63位評論家），評論家共識：「《潔西卡·瓊斯》建立了一部圍繞具吸引人之反英雄角色的多面向戲劇，可能是漫威迄今最有力的電視系列。」於Metacritic整合的評論中，第1季獲得81分（滿分100分；32位評論家），屬極佳的讚譽。
第2季於爛番茄整合的評論中，獲得了87%的新鮮度、7.02/10分（68位評論家），評論家共識：「儘管《潔西卡·瓊斯》比起首季以較少的焦點緩慢推展，但其引人的新角色帶來具魅力之捍衛者的豐富細節。」於Metacritic整合的評論中，獲得70分（滿分100分；19位評論家），屬普遍的好評。
評論家前十大電視節目排名
| 2015 |
| --- |
| - No. 6 Complex - No. 5 數碼間諜 - No. 5 電影學校評論 - No. 2 IndieWire - No. 10 IGN - No. 7 洛杉磯時報 - No. 3 全國公共廣播電台（艾瑞克·德格根斯） - No. 1 人物雜誌 - No. 4 ScreenCrush（凱文·費茲派翠克） - No. 2 ScreenCrush（布莉特·海耶斯） - No. 9 偏鋒雜誌 - No. 2 明星紀事報 - No. 9 坦帕灣時報 - No. 7 Vulture.com（麥特·佐勒·塞茨） - – 芝加哥讀者 - – 美信 - – 綜藝雜誌（莫琳·萊恩） - – 周刊雜誌 - – 連線 |

## 獎項
| 年度 | 大獎                 | 獎項                               | 入圍者                                                       | 結果 |
| ---- | -------------------- | ---------------------------------- | ------------------------------------------------------------ | ---- |
| 2016 | 評論家選擇電視獎     | 劇情類影集最佳女演員獎             | 克萊斯汀·瑞特                                                | 提名 |
| 2016 | 道林獎               | 年度電視演出獎－女演員             | 克萊斯汀·瑞特                                                | 提名 |
| 2016 | Cine Awards          | 最佳新影集獎                       | 最佳新影集獎                                                 | 提名 |
| 2016 | 黃金預告片獎         | 最佳電視系列／迷你劇集預告／片花獎 | 最佳電視系列／迷你劇集預告／片花獎                           | 提名 |
| 2016 | 黃金預告片獎         | 最佳電視廣告畫面獎                 | 最佳電視廣告畫面獎                                           | 提名 |
| 2016 | 黃金預告片獎         | 最佳電視廣告片花獎                 | 最佳電視廣告片花獎                                           | 獲獎 |
| 2016 | 皮博迪獎             | 娛樂類                             | 娛樂類                                                       | 獲獎 |
| 2016 | 土星獎               | 最佳新媒體電視影集獎               | 最佳新媒體電視影集獎                                         | 提名 |
| 2016 | 土星獎               | 電視影集最佳女演員獎               | 克萊斯汀·瑞特                                                | 提名 |
| 2016 | 土星獎               | 電視影集最佳男配角獎               | 大衛·田納特                                                  | 提名 |
| 2016 | 電視評論家協會獎     | 最佳新節目獎                       | 最佳新節目獎                                                 | 提名 |
| 2016 | 雨果獎               | 最佳戲劇表現－短篇                 | 史考特·雷諾斯、梅麗莎·羅森堡、潔米·金與邁克爾·萊默 | 獲獎 |
| 2016 | 在線電影與電視協會獎 | 影集類最佳新主題曲獎               | 影集類最佳新主題曲獎                                         | 提名 |
| 2016 | 在線電影與電視協會獎 | 最佳新片頭設計獎                   | 最佳新片頭設計獎                                             | 提名 |
| 2016 | 創意藝術艾美獎       | 最佳片頭設計獎                     | 最佳片頭設計獎                                               | 提名 |
| 2016 | 創意藝術艾美獎       | 最佳原創主題曲獎                   | 最佳原創主題曲獎                                             | 獲獎 |
| 2016 | Poppy Awards         | 最佳劇情類影集獎                   | 最佳劇情類影集獎                                             | 提名 |
| 2016 | Poppy Awards         | 劇情類最佳女演員獎                 | 克萊斯汀·瑞特                                                | 提名 |
| 2016 | Poppy Awards         | 劇情類最佳男配角獎                 | 大衛·田納特                                                  | 獲獎 |
| 2016 | 哥譚獨立電影獎       | 突破劇集獎－長篇                   | 突破劇集獎－長篇                                             | 提名 |

## 外部連結
- 官方网站
- 製作公司官方網站 （页面存档备份，存于）（英文）
- 互联网电影数据库（IMDb）上《潔西卡·瓊斯》的资料（英文）